# Павлюківка (Богодухівський район)
Павлю́ківка —  село в Україні, у Краснокутській селищній громаді Богодухівського району Харківської області. Населення становить 42 осіб. До 2020 орган місцевого самоврядування — Качалівська сільська рада.

## Географія
Село Павлюківка знаходиться на лівому березі річки Мерла, вище за течією на відстані 1 км розташоване село Петрівське, нижче за течією примикає село Карайкозівка, на протилежному березі розташовано селище Краснокутськ. По селу протікає струмок, вище за течією якого до села примикає село Качалівка. До села примикають великі лісові масиви (сосна).

## Назва
Назва походить від прізвища засновника Павлюка.

## Історія
На території села виявлено численні археологічні пам’ятки бронзової доби, катакомбної культури, скіфські та сарматські поховання. Виникла на зламі XVII-XIX ст. У ХІХ ст. Павлюківка була у складі Качалівського Сільського Правління Краснокутської волості.
З 1918 року в складі Качалівської сільської ради. У 1920 році відкрито початкову школу — 1 і 2 клас (3 і 4 клас знаходилися у сусідньому с. Петрівське). За переписом населення 1926 року у Павлюківці мешкало 398 чоловік. У 1931 році створено колгосп VII З’їзд Рад. Великі втрати населення у 1932-33 рр. і 1941-45 рр. Після ІІ Світової війни школа діяльність не відновила. У 1950 році колгосп VII З’їзд Рад об’єднали з колгоспом ім. Тимошенка (с. Качалівка).
12 червня 2020 року, розпорядженням Кабінету Міністрів України № 725-р «Про визначення адміністративних центрів та затвердження територій територіальних громад Харківської області», увійшло до складу Краснокутської селищної громади.
19 липня 2020 року, в результаті адміністративно-територіальної реформи та ліквідації Краснокутського району, село увійшло до складу Богодухівського району.